# ターフチャンピオンシップ
ターフチャンピオンシップは、地方競馬の中京競馬場で行われた競馬の重賞競走（平地競走）である。

## 概要
1989年に行われた名古屋市制100周年記念が1回限りで廃止となったため、翌1990年に旧4歳馬（馬齢は旧表記）による地方全国交流競走（中央競馬所属馬を除く）として引き継いだ。この競走は3回で廃止になってしまった。
芝コースの地方全国交流競走は現在、盛岡競馬場で5競走が行われている（2007年度）。

## 歴代優勝馬
| 回数  | 施行日         | 開催地       | 距離    | 頭数 | 優勝馬             | 性齢 | 所属 | タイム | 優勝騎手 | 管理調教師 | 馬主               |
| ----- | -------------- | ------------ | ------- | ---- | ------------------ | ---- | ---- | ------ | -------- | ---------- | ------------------ |
| 第1回 | 1990年10月10日 | 中京（公営） | 芝2000m | 11頭 | ユニオンリーダー   | 牡4  | 川崎 | 2:01.8 | 久保秀男 | 武井榮一   | 石嶋清仁           |
| 第2回 | 1991年10月10日 | 中京（公営） | 芝2000m | 11頭 | ブライアンカーチス | 牡4  | 愛知 | 2:01.0 | 倉地学   | 岩瀬裕     | （有）ワイテイ商事 |
| 第3回 | 1992年10月10日 | 中京（公営） | 芝2000m | 12頭 | ヘラヨシオー       | 牡4  | 船橋 | 2:03.1 | 石崎隆之 | 出川己代造 | 鑓水秋則           |

- 優勝馬の馬齢は旧表記を用いる。